# Resident Evil 2 (trò chơi điện tử 2019)
Resident Evil 2 là một trò chơi kinh dị sinh tồn năm 2019 do Capcom phát triển và phát hành. Đây là phiên bản làm lại của trò chơi cùng tên năm 1998, tác phẩm ra mắt trênn PlayStation 4, Windows và Xbox One vào tháng 1 năm 2019 và cho Amazon Luna, PlayStation 5, Xbox Series X/S vào tháng 6 năm 2022 và phiên bản chơi trên đám mây Nintendo Switch phát hành tháng 11 năm 2022. Người chơi sẽ điều khiển cảnh sát tập sự Leon S. Kennedy cùng sinh viên đại học Claire Redfield cùng nhaucố gắng thoát khỏi Thành phố Raccoon khi đại dịch xác sống bùng phát.
Capcom lần đầu tiên cân nhắc làm lại Resident Evil 2 sau khi phát hành phiên bản làm lại của Resident Evil phần đầu vào năm 2002, nhưng đã bị trì hoãn vì nhà sáng lập series Shinji Mikami không muốn chuyển hướng phát triển khi mà Resident Evil 4 (2005) sắp ra mắt sau đó. Capcom đã công bố phiên bản làm lại Resident Evil 2 tháng 8 năm 2015 và phát hành đoạn giới thiệu và cảnh quay lối chơi đầu tiên tại E3 2018.
Resident Evil 2đã nhận được sự hoan nghênh từ giới phê bình, với lời khen về cách trình bày, lối chơi và sự trung thành với bản gốc. Trò chơi đã nhận được nhiều giải thưởng, bao gồm chiến thắng Trò chơi cuối cùng của năm tại Golden Joystick Awards năm 2019. Game cũng đã bán được hơn 10 triệu bản tính đến năm 2022, chạy hơn bản gốc Resident Evil 2. Tiếp theo là một bản làm lại khác, Resident Evil 3 phát hành năm 2020.

## Lối chơi

Người chơi điều khiển Leon S. Kennedy, một trong hai nhân vật chơi được, sử dụng vũ khí để chống lại xác sống

Resident Evil 2 là phiên bản làm lại của trò chơi cùng tên năm 1998. Không giống như bản gốc, sử dụng "điều khiển xe tăng", nghĩa là nhấn lên sẽ di chuyển nhân vật theo hướng họ đối mặt, quay ngược xuống và xoay trái và phải, bất kể góc nhìn của máy quay và góc máy cố định, bản làm lại có lối chơi bắn súng góc nhìn thứ ba "qua vai" tương tự như Resident Evil 4 và các game gần đây hơn trong series cho phép người chơi tùy chọn di chuyển trong khi sử dụng vũ khí tương tự như Resident Evil 6.
Trò chơi có tính năng tự động lưu và cho phép người chơi lưu thường xuyên nếu họ muốn trong phòng an toàn. Nếu người chơi chọn chơi ở độ khó "Hardcore", người chơi sẽ được yêu cầu thu thập và sử dụng một số lượng mực viết hữu hạn để lưu tiến trình của trò chơi, giống như trong trò chơi gốc.
Trong khi khám phá đồn cảnh sát, người chơi có thể tìm và nhặt những vật phẩm có thể giúp họ sống sót và trốn thoát. Một số vật phẩm như thảo mộc và thuốc súng có thể được kết hợp với nhau để tạo thành vật phẩm chữa bệnh và đạn dược tương ứng. Các vật phẩm cũng có thể được kiểm tra để tìm manh mối có được quyền truy cập vào các khu vực nhất định hoặc các vật phẩm ẩn trong trò chơi và có thể bị loại bỏ sau khi sử dụng.
Nhìn chung chiến đấu khác nhau tùy thuộc vào độ khó. Độ khó hỗ trợ cho phép hỗ trợ ngắm bắn và phục hồi sức khỏe cùng với những kẻ thù yếu hơn trong khi độ khó khó có những kẻ thù mạnh hơn và có lượng đạn khan hiếm để người chơi tìm. Chiến đấu cũng sẽ khác nhau tùy thuộc vào người chơi đang chiến đấu. Kẻ thù thường sẽ đuổi theo người chơi sau khi người chơi bị phát hiện và có thể giết hoặc làm tê liệt để làm chậm chúng. Zombie sẽ cố gắng đột nhập vào trong khu vực thông qua các cửa sổ nhưng có thể dùng ván gỗ để chặn lại. Một số kẻ thù nhất định phải tiêu diệt để tiến trình trò chơi được tiếp tục và không thể tránh khỏi.
Mặc dù Leon và Claire đều sẽ bắt đầu với súng ngắn ở đầu màn chơi của họ, nhưng mỗi người đều có vũ khí khác nhau có thể kiếm được trong suốt trò chơi. Vũ khí cũng có thể được tùy chỉnh bằng cách tìm và trang bị các bộ phận của súng sẽ cải thiện khả năng của chúng. Các vũ khí phụ như dao và lựu đạn cũng có thể được tìm thấy và trang bị cũng như được sử dụng để chống lại kẻ thù bám vào bạn.
Tại một số điểm nhất định trong mỗi kịch bản, người chơi sẽ chạm trán với Tyrant, một B.O.W do Umbrella gửi đến để loại bỏ tất cả những người sống sót trong đồn cảnh sát và sẽ cố gắng giết người chơi khi gặp phải. Tyrant không thể bị giết, mặc dù vũ khí có thể làm choáng hoặc làm chậm hắn. Trong khi người chơi có thể trốn tránh Tyrant, hắn sẽ liên tục tìm kiếm khắp đồn ngoại trừ các phòng an toàn và một số khu vực nhất định của đồn cảnh sát.
Giống như trò chơi năm 1998, phiên bản làm lại của Resident Evil 2 cung cấp tùy chọn chơi thông qua chiến dịch chính với vai Leon S. Kennedy, một cảnh sát tập sự trong ngày đầu tiên đi làm của anh ấy, hoặc Claire Redfield, một sinh viên đại học và là em gái của nhân vật chính phần một Chris Redfield. Tùy thuộc vào lựa chọn của người chơi, câu chuyện chính sẽ được trải nghiệm với các biến thể trong các tình tiết phụ, khu vực có thể tiếp cận, vật phẩm có thể kiếm được, vũ khí và trận chiến trùm cuối. Cũng giống như bản gốc, cả hai chiến dịch đều có một nhân vật hỗ trợ có thể chơi được trong một phần của trò chơi. Người chơi điều khiển Ada Wong bí ẩn trong câu chuyện của Leon, có phân đoạn liên quan đến việc hack các thiết bị điện tử và cô gái trẻ Sherry Birkin trong câu chuyện của Claire, có phân đoạn xoay quanh việc tàng hình.
Tương tự như tính năng "Kịch bản B" của trò chơi gốc, đánh bại chiến dịch chính lần đầu tiên sẽ mở ra tùy chọn chơi thông qua "Lần chơi thứ 2" với tư cách là nhân vật chính khác. Lần chơi thứ 2 là một biến thể của chiến dịch chính bổ sung nội dung sao cho bối cảnh lần chơi thứ hai xảy ra đồng thời với lần chơi đầu tiên. Ví dụ: nhân vật chính trong Lần chơi thứ 2 sẽ vào đồn cảnh sát từ một lối vào khác và tìm thấy một số cánh cửa đã được nhân vật chính mở khóa từ màn chơi đầu tiên. Bạn cũng cần phải hoàn thành Lượt chơi thứ 2 để trải nghiệm kết thúc thực sự của chiến dịch chính. Chọn kịch bản "Trò chơi mới" cho nhân vật đã chọn cho phép người chơi bắt đầu với lượt tải vật phẩm mặc định với các vật phẩm mà họ đã chơi trò chơi lần đầu tiên.
Phiên bản làm lại mang trở lại các minigame "Người sống sót thứ 4" và "Đậu phụ sống sót" có trong bản gốc năm 1998, được mở khóa sau khi hoàn thành chế độ Chơi lần 2. "Người sống sót thứ 4" theo chân đặc vụ Hunk của tập đoàn Umbrella và yêu cầu người chơi đi từ cống rãnh đến bên ngoài sở cảnh sát trong khi phải đối mặt với một số lượng lớn kẻ thù. "Đậu phụ sống sót" có kịch bản tương tự, nhưng thay thế Hunk bằng một món đậu phụ nhân hình chỉ được trang bị dao. Phiên bản làm lại của "Đậu phụ sống sót" cũng bổ sung thêm các nhân vật có thể mở khóa là Konjac, Uirō-Mochi, Flan và Annin Tofu, tất cả đều có một lần nạp vật phẩm duy nhất.

## Cốt truyện

### Bối cảnh
Trò chơi lấy bối cảnh ở Thành phố Raccoon vào tháng 9 năm 1998, hai tháng sau các sự kiện của Resident Evil. Hầu hết các công dân đã bị biến thành những thây ma không có trí óc, do sự bùng phát của một loại vũ khí sinh học virus được gọi là T-virus, do Tập đoàn Umbrella sản xuất. Trò chơi bắt đầu tại một trạm xăng bên ngoài thành phố, nơi sĩ quan cảnh sát tập sự Leon S. Kennedy (Nick Apostolides lồng tiếng) gặp sinh viên đại học Claire Redfield (Stephanie Panisello lồng tiếng), người đang tìm kiếm anh trai Chris.
Sau khi bị chia cắt sau một vụ tai nạn xe hơi, Leon và Claire đồng ý gặp nhau tại sở cảnh sát của thành phố. Tòa nhà bị phá hoại bởi thây ma và những quái vật khác, bao gồm cả "Tyrant", kẻ được cử đi săn lùng và giết bất kỳ người sống sót nào. Những sinh vật và những chướng ngại vật khác nhau ngăn Leon và Claire thực sự đoàn tụ khi họ buộc phải tìm cách thoát khỏi thành phố. Leon và Claire sẽ đến nhà ga vào những thời điểm khác nhau tùy theo kịch bản.

### Câu chuyện của Claire
Trong Machinery, Claire chạm trán với Sherry Birkin (Eliza Pryor lồng tiếng), một cô gái trẻ đang bị một sinh vật quái dị truy đuổi. Trong ga ra đậu xe của đồn cảnh sát, Cảnh sát trưởng tham nhũng Brian Irons (Sid Carton lồng tiếng) bắt cóc Sherry, và nhốt cô vào một trại trẻ mồ côi bị bỏ hoang. Claire nhanh chóng nhận được một cuộc gọi từ Irons để đổi Sherry lấy một mặt dây chuyền mà cô bé đã đánh rơi trong vụ bắt cóc, đe dọa sẽ giết cô gái nhỏ nếu Claire không tuân theo. Một cách miễn cưỡng, Claire đồng ý làm như vậy.
Sherry cố gắng tự mình trốn thoát nhưng sớm bị Irons dồn vào chân tường. Trước khi Irons có thể làm hại cô, sinh vật đã săn đuổi Sherry đã quay trở lại và cấy cho Irons một phôi G. Khi Claire đến để cứu Sherry, một con ấu trùng lao ra khỏi lồng ngực của Irons và giết chết hắn ta. Khi Claire và Sherry cố gắng rời đi, Tyrant đến và đuổi cả hai vào thang máy, nhưng bị giết bởi sinh vật rình rập Sherry. Sinh vật này sau đó cố gắng tấn công Claire và Sherry khi nó đột biến, nhưng vô tình khiến thang máy rơi xuống cống. Claire bị đánh bất tỉnh, và Sherry buộc phải bỏ rơi cô ấy để trốn thoát.
Claire được tìm thấy bởi Annette (Karen Strassman lồng tiếng), mẹ của Sherry, người tiết lộ rằng sinh vật theo sau Sherry là William (Terence J. Rotolo), chồng cô và cha của Sherry. Birkins đã phát triển virus G cho Umbrella; tuy nhiên, William đã lên kế hoạch bán nó cho quân đội Hoa Kỳ. Umbrella đã cử lực lượng bán quân sự đến thu hồi công việc của anh ta, dẫn đến việc William bị bắn chết. Để tránh cái chết, William đã tự tiêm virus G cho mình. Khi William trả thù những người lính Umbrella, những con chuột cống bị lây nhiễm bởi những lọ virus T bị vỡ đã mang theo sự lây nhiễm của chúng đến Thành phố Raccoon. Bây giờ là một con quái vật đột biến không có trí tuệ, virus G đã thúc đẩy William lây nhiễm bệnh cho Sherry, vì cô ấy là người kết hợp di truyền gần nhất với William và do đó là vật chủ thích hợp nhất để lây nhiễm bệnh.
Claire tìm thấy Sherry bị kẹt trong một chiếc máy nén rác bởi Annette. Tuy nhiên, khi đến gặp cô ấy, Sherry ngã bệnh. Annette nhận ra William đã lây nhiễm cho Sherry và nhờ Claire đưa cô đến phòng thí nghiệm Umbrella tên là NEST, nơi cất giữ vắc xin. Khi ở đó, Claire sử dụng mặt dây chuyền của Sherry để mở khóa vắc-xin, nhưng William tấn công sau khi đột biến một lần nữa. Claire cử Annette tiêm vắc-xin trong khi cô chiến đấu với William. Sau khi dường như đã giết anh ta, Claire gặp lại Annette, người đã tìm cách cứu chữa cho Sherry trước khi chết vì nội thương. Sherry rưng rưng nước mắt chào tạm biệt mẹ. Khi cơ sở ban hành một giao thức tự hủy, Claire và Sherry lên đường đến một chuyến tàu sơ tán. William trở lại một lần nữa, giờ đã biến đổi thành một con quái vật lớn hơn nhiều, và Claire đánh bại anh ta ngay khi tàu chuẩn bị rời đi. Khi lên máy bay, Claire phát hiện ra Leon cũng ở đó.

### Câu chuyện của Leon
Leon được cứu khỏi một con chó bị nhiễm bệnh bởi đặc vụ FBI, Ada Wong (Jolene Andersen lồng tiếng) trong Gara đậu xe. Họ tìm thấy phóng viên Ben Bertolucci trong phòng giam; bị Irons bỏ tù vì điều tra Umbrella. Khi Ben cố gắng thuyết phục Leon thả anh ta, Tyrant giết Ben. Trong khi cố gắng trốn khỏi đồn cảnh sát, Leon bị Tyrant chặn lại nhưng lại được Ada cứu. Leon cam kết giúp Ada lấy một mẫu virus G để chứng minh sự tham nhũng của Umbrella.
Trong cống rãnh, Annette Birkin phục kích cặp đôi và bắn vào Ada; Leon chắn lấy viên đạn và bất tỉnh. Ada đuổi theo Annette nhưng bị ném vào một máy nén rác. Leon cứu cô và họ đến NEST bằng cáp treo, nơi Ada hôn Leon.
Ada bị thương, yêu cầu Leon lấy mẫu G-virus. Trong phòng thí nghiệm của Birkin, Leon lấy được một mẫu thử nhưng bị tấn công bởi một William trông thảm hơn nhiều. Annette cố gắng giết anh ta, nhưng bị trọng thương. Leon đánh bại William và hướng tới Annette, người cho rằng Ada là lính đánh thuê và sẽ bán virus cho người trả giá cao nhất.
Leon đối mặt với Ada khi giao thức tự hủy của phòng thí nghiệm bắt đầu, nơi cô thừa nhận là một lính đánh thuê. Ada dùng súng để đòi lấy mẫu virus G từ tay Leon, nhưng Annette đã bắn Ada trước khi chịu thương tích. Khi Ada rơi khỏi cây cầu; Leon đỡ lấy cô, để mẫu virus rơi xuống vực sâu. Leon trượt tay và Ada đã bị rớt xuống vực.
Khi Leon cố gắng thoát khỏi phòng thí nghiệm, anh ta bị phục kích bởi Tyrant, giờ đã biến thành Siêu Tyrant lớn hơn và mạnh hơn và giao chiến với nó trong một trận chiến cuối cùng. Ada, sống sót sau cú ngã, ném một rốc két cho anh, thứ mà Leon sử dụng để tiêu diệt Siêu Tyrant. Leon lên chuyến tàu sơ tán, phát hiện ra Claire và Sherry đã ở trên tàu.

### Kết
Sau khi Leon, Claire và Sherry đoàn tụ, William tấn công đoàn tàu, biến thành một khối nanh và thịt khổng lồ kinh hoàng. Claire và Leon gần như bị giết trong cuộc chiến, nhưng đã xoay sở để tháo gỡ toa tàu bị William giữ lấy. Toa tàu rơi xuống phía sau và bị nuốt chửng bởi vụ nổ của phòng thí nghiệm, tiêu diệt William một lần và mãi mãi. Ba người họ cuối cùng cũng thoát khỏi Thành phố Raccoon, họ thề sẽ tiếp tục cuộc chiến chống lại Umbrella. Trong khi đó, người điều hành USS, HUNK (Keith Silverstein lồng tiếng), hoàn thành nhiệm vụ truy xuất virus G của mình.

## Tiếp nhận
Sau khi được trình chiếu tại E3 2018, Resident Evil 2 đã giành được giải thưởng "Chương trình hay nhất" tại Lễ trao giải nhà phê bình trò chơi năm 2018. Bản Demo 1-Shot đã nhận được hơn 4,7 triệu lượt tải xuống trên toàn thế giới.
Resident Evil 2 đã nhận được "sự hoan nghênh chung" cho các phiên bản PlayStation 4 và Xbox One, và "đánh giá chung là thuận lợi" cho PC theo trang tổng hợp đánh giá Metacritic.
Ben Reeves của Game Informer đã viết rằng "Resident Evil 2 không chỉ trông tuyệt vời mà còn chơi rất hay, và nó buộc bạn vào một loạt các cuộc chạm trán màn đen hoàn toàn dồn dập." Keith Stuart của The Guardian viết rằng " một lời nhắc nhở về những trò chơi kinh dị sinh tồn được chế tạo đẹp mắt như thế nào trong thời kỳ hoàng kim của chúng. " Tom Hoggins của Daily Telegraph mô tả trò chơi là" sự trở lại ly kỳ đối với di sản của bản gốc năm 1998 "
Ban đầu, Daemon Hatfield của IGN đã cho trò chơi 8,8 trong bài đánh giá của họ, chỉ tăng nó lên 9,0 sau khi được biết về màn chơi thứ hai có thể mở khóa trình bày câu chuyện từ một góc nhìn khác. Họ tuyên bố trong bài đánh giá của mình rằng "Capcom đã làm một công việc tuyệt vời khi phục hồi tất cả những phần hay nhất của Resident Evil 2 cổ điển và làm cho hình ảnh, âm thanh và lói chơi giống như một trò chơi năm 2019."
Chris Carter của Destructoid gọi trò chơi là "Một dấu ấn của sự xuất sắc. Có thể có sai sót, nhưng chúng không đáng kể và sẽ không gây ra thiệt hại lớn." Aoife Wilson của Eurogamer mô tả nó là "một sự tưởng tượng lại một cách tuyệt vời của một tác phẩm cổ điển hiện đại". Michael McWhertor của Polygon đã viết rằng Resident Evil 2 thể hiện " kinh dị sinh tồn hay nhất"; lời khen ngợi tương tự cũng được Heather Alexandra của Kotaku bày tỏ, người đã viết rằng trò chơi "cung cấp một số khoảnh khắc đẹp nhất trong series". Alessandro Fillari của GameSpot nói rằng với Resident Evil 2, "series kinh dị sinh tồn cổ điển đã bao trùm quá khứ của nó theo một cách mới mẻ, thú vị".

### Giải thưởng
| Năm  | Giải                             | Hạng mục                                  | Kết quả   | Tham khảo            |
| ---- | -------------------------------- | ----------------------------------------- | --------- | -------------------- |
| 2018 | Game Critics Awards              | Best of Show                              | Đoạt giải | [ 23 ]               |
| 2018 | Game Critics Awards              | Best Console Game                         | Đề cử     | [ 23 ]               |
| 2018 | Game Critics Awards              | Best Action/Adventure Game                | Đề cử     | [ 23 ]               |
| 2019 | Japan Game Awards                | Award for Excellence                      | Đoạt giải | [ 24 ]               |
| 2019 | Golden Joystick Awards           | Best Audio                                | Đoạt giải | [ 25 ] [ 26 ] [ 27 ] |
| 2019 | Golden Joystick Awards           | Ultimate Game of the Year                 | Đoạt giải | [ 25 ] [ 26 ] [ 27 ] |
| 2019 | Hollywood Music in Media Awards  | Original Song - Video Game ("Saudade")    | Đoạt giải | [ 28 ] [ 29 ]        |
| 2019 | The Game Awards 2019             | Game of the Year                          | Đề cử     | [ 30 ]               |
| 2019 | The Game Awards 2019             | Best Game Direction                       | Đề cử     | [ 30 ]               |
| 2019 | The Game Awards 2019             | Best Audio Design                         | Đề cử     | [ 30 ]               |
| 2019 | The Game Awards 2019             | Best Action/Adventure Game                | Đề cử     | [ 30 ]               |
| 2020 | New York Game Awards             | Big Apple Award for Best Game of the Year | Đề cử     | [ 31 ] [ 32 ]        |
| 2020 | New York Game Awards             | Freedom Tower Award for Best Remake       | Đoạt giải | [ 31 ] [ 32 ]        |
| 2020 | 23rd Annual D.I.C.E. Awards      | Adventure Game of the Year                | Đề cử     | [ 33 ]               |
| 2020 | 23rd Annual D.I.C.E. Awards      | Outstanding Achievement in Audio Design   | Đề cử     | [ 33 ]               |
| 2020 | 23rd Annual D.I.C.E. Awards      | Outstanding Achievement in Art Direction  | Đề cử     | [ 33 ]               |
| 2020 | NAVGTR Awards                    | Game of the Year                          | Đề cử     | [ 34 ] [ 35 ]        |
| 2020 | NAVGTR Awards                    | Direction in a Game Cinema                | Đề cử     | [ 34 ] [ 35 ]        |
| 2020 | NAVGTR Awards                    | Game, Classic Revival                     | Đoạt giải | [ 34 ] [ 35 ]        |
| 2020 | NAVGTR Awards                    | Sound Editing in a Game Cinema            | Đề cử     | [ 34 ] [ 35 ]        |
| 2020 | SXSW Gaming Awards               | Excellence in SFX                         | Đề cử     | [ 36 ]               |
| 2020 | Famitsu Dengeki Game Awards 2019 | Best Action Adventure Game                | Đề cử     | [ 37 ]               |
| 2020 | 18th Annual G.A.N.G. Awards      | Best Original Song ("Saudade")            | Đề cử     | [ 38 ]               |